# 龍興寺清水

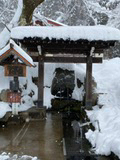
内山公民館横から湧き出る清水

龍興寺清水（りゅうこうじしみず）は長野県下高井郡木島平村穂高にある湧水である。
日量1,223トンの湧水量があり、長年にわたり地域住民に愛され、他県からも多くの方が龍興寺清水を求め内山に訪れるスポットとなっている。

## 概要
木島平村内山地区の内山公民館の横に位置し、標高441.50メートルにある。飲み水や生活用水の他に、伝統的工芸品である内山和紙の精製に利用されている。
2008年（平成20年）6月に環境省の平成の名水百選に選定された。
現在は、地域住民が当番制で月に一度清掃活動や定期的な水質検査を行ったり、住民主体で説明看板、案内板の設置をしている。

## 伝説
龍興寺清水には言い伝えがあり、昔、有名な弘法大師が日本中をまわっていたときに、この内山に立ち寄り、そのときに杖を突き立て村人に｢お湯が欲しいか、水が欲しいか｣とお聞きになったところ、村人が｢水が欲しい｣と答えるとここに数日して清水がわき出したと言われる。当初は弘法清水と呼ばれていたが、この地にあった龍興寺というお寺の名前から龍興寺清水と呼ばれるようになる。

## 清水祭り
始まりは農産物の収穫祭及び品評会であったが、1995年（平成5年）から11月には龍興寺清水祭りが開催されている。
2008年には名水百選に選ばれたことからより賑やかに行われるようになり、なかでも名水を使った手打ちそばが好評。

## アクセス
- 鉄道・バスの場合
  - JR東日本 飯山駅で下車、 野沢温泉行きバスで停留所「中村」下車、徒歩約25分
- 車の場合
  - 上信越道「豊田飯山IC」から約25分